# Institut français en Haïti
Pour les articles homonymes, voir IFH.
L'Institut français en Haïti (IFH) fait partie du réseau mondial des instituts français. Son bureau est basé à Port-au-Prince, la capitale du pays.

## Historique
C'est en 1945 que fut signé, entre Haïti et l'État français un accord d'implantation d'un centre culturel français (CCF).
Son inauguration eut lieu le 7 décembre de la même année en présence, entre autres, du président de la République d'Haïti et d'André Breton. Des personnalités telles que Jean-Paul Sartre, Léopold Sedar Senghor ou Régis Debray ont marqué l'historique de sa programmation culturelle des années 1940 à nos jours.
L'Institut français de Port-au-Prince, en tant qu'organisme, a été constitué en 2011, dans le cadre d’une réforme mondiale du réseau culturel et de coopération du ministère français chargé des Affaires étrangères initiée par la loi du 27 juillet 2010, en remplacement des activités culturelles françaises qui, dans le pays, étaient jusque-là réunies au sein de l'association Culturesfrance.
Cette réorganisation a apporté une meilleure unité et une plus grande simplicité de gestion. Les services de coopération universitaire, éducative, linguistique et culturelle de l’Ambassade de France ont ainsi fusionné pour devenir l’Institut français en Haïti. Ils entretiennent des liens étroits avec les Consulats honoraires, le Consulat général ainsi que les bureaux de l'Alliance française du pays.